# ファビオ・ペッキア
ファビオ・ペッキア（Fabio Pecchia, 1973年8月24日 - ）は、イタリア・ラツィオ州フォルミア出身の元サッカー選手、現サッカー指導者。現役時代のポジションはミッドフィールダー。
ナポリ大学で法学の学位を取得しており、「l'avvocato（アッヴォカート）」（イタリア語で弁護士の意）と称される。
右利きであるが中盤の両サイドでもプレーでき、縦への突破力が評価されている。

## クラブ歴

### アヴェッリーノ
1985年にUSアヴェッリーノの下部組織でキャリアをスタートする。1991年にトップチームでデビュー。1992-93シーズンにセリエC1で24試合に出場し1得点を記録した。

### ナポリ

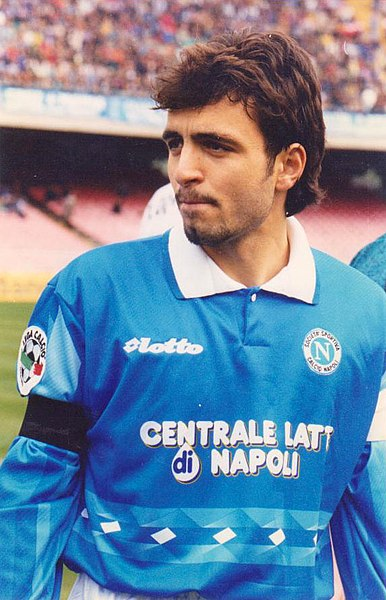
ナポリ時代（1996年）

1993年夏に当時マルチェロ・リッピ率いるSSCナポリへ移籍。8月28日のUCサンプドリア戦でセリエAデビューとなった。リッピの求める縦への動きや高度な戦術に合致し、ゲームビジョンや柔軟性を武器に地位を確立。加入初年度で33試合4得点を記録し、クラブのUEFAカップ出場権獲得に貢献した。1996-97シーズンからは長期離脱したロベルト・ボルディンに代わり、23歳でキャプテンを務める。ルイジ・シモーニ監督の下でリーグ前半戦を2位で折り返し、コッパ・イタリアでも決勝に進出。ヴィチェンツァ・カルチョとの1stレグではこの試合唯一となるゴールを挙げ勝利に貢献するが、2ndレグでは0-3で逆転負けを喫し戴冠を逃した。クラブはここ数年間で財政難に陥っており、1997年夏にユヴェントスFCへ100億リラで売却された。

### ユヴェントス
ユヴェントスではリッピと再会し、1997-98シーズンはリーグ戦21試合1得点を記録。スーペルコッパ・イタリアーナやリーグ制覇、UEFAチャンピオンズリーグ準優勝に貢献した。しかし当時クラブの中盤にはジネディーヌ・ジダンがおり、シーズン途中にはエドガー・ダーヴィッツが加入したため、翌シーズンからUCサンプドリアへ移籍。以降はトリノFC、古巣のナポリと毎年移籍を繰り返したが、いずれもクラブのセリエB降格に伴うものであった。
2001-02シーズンよりボローニャFCに移籍し33試合5得点を記録。翌シーズンは昇格組のカルチョ・コモへシーズンローンとなった。2004年にボローニャへ加入した中田英寿とは同僚であった。その後はセリエC1のフォッジャ・カルチョやセリエBのフロジノーネ・カルチョなど下部リーグの複数クラブを経て、2009年に現役を引退した。セリエAでは通算337試合に出場し41得点を記録した。

## 代表歴
チェーザレ・マルディーニ率いるU-21イタリア代表に招集され、1996年のUEFA U-21欧州選手権優勝メンバーの一人となった。同年に開催されたアトランタ・オリンピックにも出場している。

## 指導歴
引退後はすぐにフォッジャ・カルチョのアシスタントコーチに就任。
2011年6月にセリエB・ASグッビオ1910の監督に招聘される。コッパ・イタリアではアタランタBCを破ったが、リーグ戦では苦戦し同年10月に解任された。
2012年6月、セリエC1のUSラティーナ・カルチョで指揮を執ることが発表される。コッパ・イタリア・セリエCではクラブを決勝に進出に導き、FCエスペリア・ヴィアレッジョとの1stレグで先勝するが、その5日後となる2013年4月8日に解任された。クラブは最終的に同大会で優勝すると共に、1年でのセリエB昇格を果たした。
2013-14シーズンからはラファエル・ベニテスの下、SSCナポリのアシスタントコーチに就任。2015年にはベニテスと共にレアル・マドリード、翌年にはニューカッスル・ユナイテッドFCのアシスタントコーチを歴任。
2016-17シーズンよりエラス・ヴェローナFCの監督に就任する。セリエBで自動昇格圏内の2位に導き、1年でのセリエA復帰を達成。翌シーズンはセリエAで19位となり再び降格となり、同シーズン限りで退任した。
2018年12月14日、J2・アビスパ福岡の監督に就任することが発表された。しかし、2019年6月3日（第16節終了後）をもって自身の家庭事情で監督を退任した。
2019年6月29日、選手時代に所属していたユヴェントスFCのU-23チームで指揮を執ることが発表された。
12月には福岡時代に公私ともに信頼関係があった三國ケネディエブスを練習生として日本から呼び出した。2020年6月27日に行われたコッパ・イタリア・セリエC決勝・テルナーナ・カルチョとの一戦では、2-1での勝利に導きトロフィーを掲げた。しかしリーグ戦においてはセリエB昇格を逃し、7月17日に退任することが発表された。
2021年1月7日、USクレモネーゼの監督に就任した。
2022年6月2日、パルマ・カルチョ1913の監督に就任。2023-24シーズンにてセリエB優勝を果たし、4シーズンぶりのセリエA復帰に導いた。しかし、昇格した翌シーズンは苦戦が続き降格圏に低迷。成績不振によりシーズン途中の2025年2月に解任された。

## 監督成績
2025年2月17日現在
| クラブ             | 国           | 就任           | 退任           | 記録 | 記録 | 記録 | 記録 | 記録 | 記録 | 記録 | 記録   |
| クラブ             | 国           | 就任           | 退任           | 試   | 勝   | 分   | 敗   | 得   | 失   | 差   | 勝率   |
| ------------------ | ------------ | -------------- | -------------- | ---- | ---- | ---- | ---- | ---- | ---- | ---- | ------ |
| グッビオ           | イタリアの旗 | 2011年6月18日  | 2011年10月16日 | 12   | 2    | 5    | 5    | 16   | 26   | −10  | 016.67 |
| ラティーナ         | イタリアの旗 | 2012年6月17日  | 2013年4月8日   | 35   | 18   | 9    | 8    | 46   | 32   | +14  | 051.43 |
| エラス・ヴェローナ | イタリアの旗 | 2016年6月2日   | 2018年6月13日  | 86   | 30   | 19   | 37   | 102  | 129  | −27  | 034.88 |
| アビスパ福岡       | 日本の旗     | 2018年12月14日 | 2019年6月3日   | 16   | 4    | 4    | 8    | 13   | 21   | −8   | 025.00 |
| ユヴェントスU-23   | イタリアの旗 | 2019年6月29日  | 2020年7月17日  | 37   | 15   | 14   | 8    | 50   | 43   | +7   | 040.54 |
| クレモネーゼ       | イタリアの旗 | 2021年1月7日   | 2022年5月21日  | 60   | 29   | 16   | 15   | 88   | 60   | +28  | 048.33 |
| パルマ             | イタリアの旗 | 2022年6月2日   | 2025年2月17日  | 110  | 46   | 33   | 31   | 159  | 129  | +30  | 041.82 |
| 合計               | 合計         | 合計           | 合計           | 356  | 144  | 100  | 112  | 474  | 440  | +34  | 040.45 |

## タイトル

### 選手時代
クラブ
ユヴェントス
- セリエA : 1997-98
- スーペルコッパ・イタリアーナ : 1997

フォッジャ
- コッパ・イタリア・セリエC : 2006-07

代表
イタリア U-21
- UEFA U-21欧州選手権 : 1996

### 指導者時代
クラブ
ユヴェントス U-23
- コッパ・イタリア・セリエC : 2019-20

パルマ
- セリエB : 2023-24